# Liste des phares de la Colombie

Carte de la Colombie

Cette page dresse la liste des phares en Colombie : la Colombie possède deux littoraux, un au nord-ouest sur la mer des Caraïbes et l'autre à l’ouest sur l'océan Pacifique. La Colombie administre également l'Archipel de San Andrés, Providencia et Santa Catalina, qui comprend un ensemble d'îles situées au sud-ouest de la mer des Caraïbes, au nord du Panama et à l'est du Nicaragua.
Les aides à la navigation en Colombie appartiennent à l’Autoridad Marítima Colombiana et sont gérées par la Dirección General Marítima (DIMAR) . Le mot espagnol pour un phare est faro. 
| Nom                                    | Numéro ARLHS | Lieu                 | Coordonnées                      | Mise en service | Image |
| -------------------------------------- | ------------ | -------------------- | -------------------------------- | --------------- | ----- |
| Phare de Butterworth                   | COL-003      |                      |                                  |                 |       |
| Phare de Cabo Augusta                  | COL-004      |                      |                                  |                 |       |
| Phare de Cabo Manglares                | COL-005      |                      | 1° 39′ 02″ N, 79° 00′ 29″ O      |                 |       |
| Phare de Cacahual Island               | COL-006      |                      |                                  |                 |       |
| Phare de l'île Tesoro                  | COL-009      |                      | 10° 14′ 05″ N, 75° 44′ 25″ O     |                 |       |
| Phare de Banco Salmedina               | COL-012      |                      | 10° 22′ 42″ N, 75° 39′ 05″ O     |                 |       |
| Phare de Bocas Rio Leon                | COL-013      |                      |                                  |                 |       |
| Phare de l'île Brujas                  | COL-014      |                      |                                  |                 |       |
| Phare de Cabo Corrientes               | COL-015      |                      |                                  |                 |       |
| Phare de Cabo de la Vela               | COL-016      |                      | 12° 12′ 35,1″ N, 72° 10′ 45,2″ O |                 |       |
| Phare de Cabo Tiburón                  | COL-017      |                      | 8° 40′ 28″ N, 77° 21′ 31″ O      |                 |       |
| Phare de Punta Caribana                | COL-018      |                      | 8° 38′ N, 76° 53′ O              |                 |       |
| Phare de Castillettes                  | COL-019      |                      | 11° 51′ 06,4″ N, 71° 19′ 28,8″ O |                 |       |
| Phare de Cayo Bolivar                  | COL-020      |                      |                                  |                 |       |
| Phare de Cayo Palma                    | COL-022      | Île de la Providence | 13° 24′ 01,8″ N, 81° 22′ 14,5″ O |                 |       |
| Phare de l'île Ceycén                  | COL-023      |                      | 9° 41′ 34″ N, 75° 51′ 21″ O      |                 |       |
| Phare de Chichibacoa                   | COL-024      |                      | 12° 16′ 50,6″ N, 71° 13′ 40,5″ O |                 |       |
| Phare de l'île Fuerte                  | COL-025      | Île Fuerte           | 9° 23′ 27″ N, 76° 10′ 41″ O      |                 |       |
| Phare de Galerazamba                   | COL-026      |                      | 10° 47′ 06″ N, 75° 15′ 59″ O     |                 |       |
| Phare de Matuntugo                     | COL-027      |                      | 8° 08′ 11″ N, 76° 50′ 30″ O      |                 |       |
| Phare de Morro Grande                  | COL-028      |                      | 11° 14′ 60″ N, 74° 13′ 49,4″ O   |                 |       |
| Phare de l'île Múcura                  | COL-029      |                      | 9° 47′ 00″ N, 75° 52′ 12″ O      |                 |       |
| Phare de l'île Muertos                 | COL-030      |                      |                                  |                 |       |
| Phare de Puerto Covenas                | COL-032      |                      |                                  |                 |       |
| Phare de Puerto Estrella               | COL-033      |                      |                                  |                 |       |
| Phare de Punto Arena                   | COL-034      |                      |                                  |                 |       |
| Phare de Punta Caiman                  | COL-035      |                      |                                  |                 |       |
| Phare de Punta Canoas                  | COL-035      |                      | 10° 34′ 33,9″ N, 75° 29′ 50″ O   |                 |       |
| Phare de Castillo Grande               | COL-037      | Carthagène des Indes | 10° 23′ 28,4″ N, 75° 32′ 41,7″ O |                 |       |
| Phare de Punta Chimare                 | COL-038      |                      |                                  |                 |       |
| Phare de Punta Cove                    | COL-039      |                      |                                  |                 |       |
| Phare de Punta Espada                  | COL-040      |                      |                                  |                 |       |
| Phare de Punta Evans                   | COL-041      |                      |                                  |                 |       |
| Phare de Punta Gallinas                | COL-042      |                      | 12° 27′ 28,3″ N, 71° 40′ 04,5″ O |                 |       |
| Phare de Punta las Vacas               | COL-043      |                      |                                  |                 |       |
| Phare de Punta Manaure                 | COL-044      |                      |                                  |                 |       |
| Phare de Punta Morro Hermosa           | COL-045      |                      |                                  |                 |       |
| Phare de Punta Yarumal                 | COL-047      |                      |                                  |                 |       |
| Phare de Rio Magdalena East Breakwater | COL-048      |                      |                                  |                 |       |
| Phare de Rio Magdalena West Breakwater | COL-049      |                      |                                  |                 |       |
| Phare de Riohacha                      | COL-050      | Riohacha             | 11° 32′ 33,3″ N, 72° 55′ 08,3″ O |                 |       |
| Phare de l'île Tierra Bomba            | COL-052      | Île Tierra Bomba     | 10° 20′ 24″ N, 75° 34′ 52″ O     |                 |       |
| Phare de l'île Tortuguilla             | COL-053      |                      | 9° 01′ 53″ N, 76° 20′ 35″ O      |                 |       |
| Phare de Tumaco                        | COL-054      | Tumaco               | 1° 49′ 23″ N, 78° 43′ 39″ O      |                 |       |
| Phare de Parque de Buenaventura        | COL-056      | Buenaventura         |                                  |                 |       |
| Phare de Cabo Marzo                    | COL-057      |                      |                                  |                 |       |
| Phare de l'île Palmas                  | COL-058      |                      |                                  |                 |       |
| Phare de Nuqui                         | COL-059      |                      |                                  |                 |       |
| Phare de Punta Ardita                  | COL-060      |                      |                                  |                 |       |
| Phare de Punta de Piedra               | COL-061      |                      | 9° 25′ 11,5″ N, 75° 39′ 04,6″ O  |                 |       |
| Phare de Punta Charambira              | COL-062      |                      |                                  |                 |       |
| Phare de Punta Coll                    | COL-063      | Île Gorgona          |                                  |                 |       |
| Phare de Punta Solano                  | COL-064      |                      |                                  |                 |       |
| Phare de Punta Soldado                 | COL-065      |                      |                                  |                 |       |
| Phare de Rio Naya                      | COL-066      |                      |                                  |                 |       |
| Phare de Roca Morrosquillo             | COL-067      |                      | 9° 35′ 29″ N, 75° 59′ 32″ O      |                 |       |

## Sources
- University of North Carolina at Chapel Hill's The Lighthouse Directory: 
  - Lighthouses of Northern Colombia
  - Lighthouses of Western Colombia
  - Lighthouses of Colombia: San Andrés and Providencia
- (en) Liste ARLHS - Colombia